# 463 هـ
463 هـ هي سنة في التقويم الهجري امتدت مقابلةً في التقويم الميلادي بين سنتي 1070 و1071.

## أحداث
- معركة ملاذكرد

## مواليد
- محمد بن عبد الملك الهمذاني

## وفيات
- كريمة المروزية
- ابن عبد البر
- الخطيب البغدادي

- ابن زيدون الشاعر والأديب الأندلسي. (ولد 394 هـ).